# Paralastor abnormis
Paralastor abnormis är en stekelart som först beskrevs av Charles Thomas Bingham 1912.  Paralastor abnormis ingår i släktet Paralastor och familjen Eumenidae. Inga underarter finns listade i Catalogue of Life.